# Setosella vulnerata
Setosella vulnerata is een mosdiertjessoort uit de familie van de Setosellidae. De wetenschappelijke naam van de soort is voor het eerst geldig gepubliceerd in 1860 door Busk.